# 喜安善市
喜安 善市（きやす ぜんいち、1915年12月11日 - 2006年12月7日）は、日本の電子工学研究者。日本のコンピュータ研究における先駆者の一人とされる。日本電信電話公社電気通信研究所次長や、東北大学電気通信研究所教授、電子通信学会副会長、電子通信学会編集長などを歴任。

## 経歴
1939年、東北帝国大学工学部電気工学科を卒業後に逓信省電気試験所（のち、日本電信電話公社電気通信研究所、現・NTT武蔵野研究開発センタ）に入所。搬送用濾波器の研究に従事した。後年手がける自動ディジタル計算機は、この当時膨大な量の数値計算に苦労した経験がその発端となった。戦時研究員として飛行機の無線操縦の研究に携わった際にアナログ計算機に関心を抱いた。
電気通信研究所内でコンピュータ研究を進めるため、1952年に電子計算機研究専門委員会を結成した。委員会では
1954年に高橋秀俊と後藤英一が論理素子パラメトロンを発表する。電子管を計算機から排除することを持論としていた喜安は、素子としてパラメトロンの採用を決定し、1957年にパラメトロンを使用するMUSASINO-1を試作した。1967年電子通信学会副会長。1968年電子通信学会編集長。
電子計算機理論の電話交換機への応用、計算機を介した通信網、計算機による定理証明などの着想も公にした。
電子情報通信学会功績賞、情報処理学会25周年記念特別功績賞をはじめ、紫綬褒章、通商産業大臣賞、大川賞、C&C賞など多数の賞を受賞した。
電子通信情報学会では顕著な業績を挙げた者に対して喜安善市賞が授与されていた（平成29年度で終了）。

## 著書
- H.W.ボーデ (著) 著、喜安善市 訳『回路網と饋還の理論』岩波書店、1955年。ASIN B000JB4R9K。
- 喜安善市『トランジスタ回路〈上〉』丸善、1956年。ASIN B000JB06NG。
- 喜安善市『トランジスタ回路〈下〉』1956年。ASIN B000JAZ92U。
- 玉木 英彦、喜安 善市 編『自動翻訳』みすず書房、1960年。ASIN B000JAOEEY。
- 喜安善市、斎藤伸自『回路論 (電気工学基礎講座〈6〉)』朝倉書店、1967年。ASIN B000JA80HQ。
- 別所照彦 著、喜安善市 編『記憶装置I―情報処理機械における記憶』共立出版、1969年。ISBN 9784320020269。
- 豊沢弘毅 著、喜安善市 編『論理素子』共立出版、1969年。ISBN 9784320020252。
- 西澤潤一 著、喜安善市 編『オプトエレクトロニクス』共立出版、1977年。ISBN 9784320020276。
- 喜安善市『アダマール行列とその応用―構成理論からウォルシュ関数まで』電子通信学会、1980年。ASIN B000J89J2S。
- 喜安善市 著、北川 敏男 編『符号論序説』共立出版、1984年。ISBN 9784320022225。
- 喜安善市『情報通信の源流を求めて―通信研究者の回想』三田出版会、1997年。ISBN 9784895831932。
- 喜安善市 著、鏑木信親 編『デジタル通信をめざして 〈一伝送研究者の回想〉』八潮出版社、2007年。ISBN 9784896501117。

## 論文等
- 「自動制御及び自動追尾の基礎理論」『電氣學會雜誌』 68.717 (1948): 184-187.
- 「通信理論」『電氣學會雜誌』 72.763 (1952): 238-242.
- 「パラメトロン電子計算機 M-1 について」『電気通信学会雑誌』 40.6 (1957).
- 「オートメーションと省力化特集について」 (オートメーションと省力化 (特集))『電子通信学会誌』 54.11 (1971): 1481.
- 「私の研究遍歴 (その 1) 喜安善市」『信号処理』 5.5 (2001): 355-364.
- 「私の研究遍歴 (その 2) 喜安善市」『信号処理』 5.6 (2001): 421-434.